# Anacronia
En teoria literària es diu anacronia a la pertorbació de l'ordre cronològic dels successos en el relat.
En un text narratiu, els esdeveniments d'una història poden ser ordenats en forma cronològica, és a dir, seguint la línia temporal (passat-present-futur) o recorrent a l'anacronia, la qual no segueix una seqüència temporal lògica.
Per tant, el temps del relat (com presente els fets?) no necessàriament s'ajusta amb el temps de la història (com van ocórrer els fets?).

## Tipus d'anacronia
L'anacronia pot ser un moviment cap endavant o cap enrere en el temps pel que fa al present de la narració.

### Analepsis
Se sol distingir entre flashback, terme pres del teatre on es dona un breu "salt enrere", i el racconto, de major extensió. Narra esdeveniments anteriors al present de l'acció i fins i tot anteriors a l'inici de la creació.

### Prolepsis
És un moviment de prospecció. Narra esdeveniments futurs, anticipacions pel que fa al present de la història, de manera que aquest pot conèixer per endavant fets que ocorreran més tard. Igualment, la prospecció pot donar-se de dues formes:
- El "flashforward", que correspon a la projecció cap al futur de forma breu.
- La premonició, un ampli salt en el futur de la història, per tornar a la narració inicial.

La prolepsis es pot utilitzar en narracions In medias res i in extrema res. La prolepsis requereix especial perícia en el seu maneig per mantenir l'interès del lector, que ja coneix part del desenllaç. No obstant això, la prolepsis pot ser usada per narrar fets futurs de menor importància.
Per exemple, la novel·la Crònica d'una mort anunciada de Gabriel García Márquez s'inicia revelant el desenllaç per després començar a narrar els esdeveniments cronològicament, no sense un continu ús de prolepsis per relacionar els fets presents amb la destinació final del protagonista.
| «                                | El día en que lo iban a matar, Santiago Nasar se levantó a las 5:30 de la mañana para esperar el buque en que llegaba el obispo. | » |
| — Crònica de una mort anunciada. | |   |

Un altre exemple és El túnel d'Ernesto Sábato, en el qual des del principi se sap que Castel ha assassinat María Iribarne.

### Flaix sideway
Consisteix a narrar una història alternativa a una altra que va poder ocorrer o que ocorre en un univers paral·lel diferent. Es va emprar, per exemple, en la sisena temporada de Lost (Perduts) i és habitual en el gènere de la ciència-ficció (per exemple, en L'home al castell i altres obres de Philip K. Dick o de Philip Roth.

## Importància de l'anacronia
En un conte com L'home de Juan Rulfo o la pel·lícula Memento de Christopher Nolan, la ruptura de l'ordre temporal és utilitzada com un recurs estilístic. El valor de l'obra es basa, en gran part, per la manera en què l'autor ha jugat amb el temps.
Altres relats presenten procediments anacrònics dins d'una seqüència base que té un ordre normal. Això permet conèixer detalls dels personatges, del context, de l'acció, etc., que d'una altra manera es perdrien, i si s'ometen podríem fins i tot no entendre determinades situacions.
Per exemple, si un personatge manifestés una actitud tímida al principi del relat i això no s'expliqués, més endavant difícilment entendríem que és producte del poc afecte rebut pels seus pares en la seva infantesa.
Així mateix, en una clàssica novel·la policíaca, saber des del principi qui és l'autor del crim tindria un efecte completament diferent en el lector (el mateix lector podria desqualificar l'obra).